# Miss Universe Kosovo

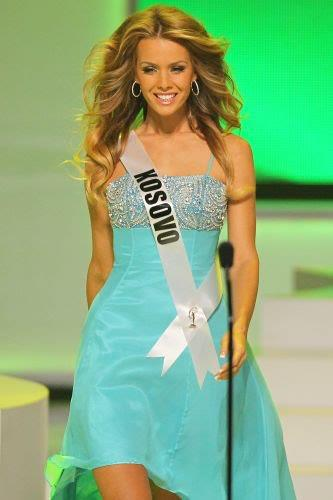
Afërdita Dreshaj, Miss Universe Kosovo 2011

Miss Universe Kosovo ist ein nationaler Schönheitswettbewerb für Frauen im Kosovo, der im Inland Miss Universe Kosova heißt. Die Siegerin nimmt an der Wahl zur Miss Universe teil.
Der seit 2008 durchgeführte Wettbewerb wird vom albanischen Fotografen Fadil Berisha, der Firma Art Motion und RTV 21 organisiert, ausgetragen wird der Wettbewerb ebenfalls live von RTV 21.
Die Siegerin des Jahres 2011, Afërdita Dreshaj, erregte mit der Veröffentlichung eines Fotos Aufsehen, auf dem sie gemeinsam mit der Miss-Universe-Bewerberin aus Serbien, Anja Saranovic, entspannt und vertraut in die Kamera lächelt. Nachdem Dreshaj dieses Bild auf ihrer Facebook-Seite postete, verbreitete es sich schnell in den sozialen Netzwerken. Beide Kandidatinnen wurden in ihren Ländern mit dem Vorwurf des Landesverrats konfrontiert. Sie nahm keine Stellung zu den Vorwürfen und beließ das Bild auf ihrer Facebook-Seite.

## Miss Universe Kosovo
| Jahr | Miss Universe Kosova | Herkunftsort        | Platzierung        |
| ---- | -------------------- | ------------------- | ------------------ |
| 2008 | Zana Krasniqi        | Pristina            | Top 10 (6. Platz)  |
| 2009 | Marigona Dragusha    | Pristina            | Top 5 (3. Platz)   |
| 2010 | Kështjella Pepshi    | Junik               | -                  |
| 2011 | Afërdita Dreshaj     | Ulcinj (Montenegro) | Top 15 (11. Platz) |
| 2012 | Diana Avdiu          | Fushë Kosova        | Top 15 (12. Platz) |
| 2013 | Mirjeta Shala        | Vushtrria           | Keine Teilnahme    |
| 2014 | Artnesa Krasniqi     | Pristina            | -                  |
| 2015 | Mirjeta Shala        | Vushtrria           | -                  |